# Október 21.
Október 21. az év 294. (szökőévben 295.) napja a Gergely-naptár szerint. Az évből még 71 nap van hátra.
Névnapok: Orsolya + Celina, Cettina, Hilár, Hilárion, Hiláriusz, Ilárion, Kende, Klementina, Kolombina, Larion, Laurent, Orsi, Orsika, Szelina, Ursula, Urszula, Viátor, Zelina, Zeline, Zelinke, Zselyke, Zsolt

## Események
- I. e. 2137 – Az első feljegyzett napfogyatkozás Kínában.
- 1520 – Ferdinand Magellan megérkezik a Tűzföldre (Tierra Del Fuego, Argentína-Chile partvidékén).
- 1540 – Leonhard von Fels osztrák generális ostromolja Budát.
- 1587 – Magyarország áttér a Gergely-naptár használatára; ennek következtében ezért ebben az évben október 21-ét november 1-je követi.
- 1600 - Tokugava Iejaszu győzelmet arat a szekigaharai csatában, véget vetve ezzel a hadakozó fejedelemségek korának.
- 1790 – A trikolór lesz Franciaország hivatalos zászlaja.
- 1805 – Trafalgarnál a brit hadiflotta, Horatio Nelson parancsnoksága alatt legyőzi a franciákat.[1]
- 1858 – Párizsban bemutatják Jacques Offenbach "Orfeusz az alvilágban" c. operáját. Ebben szerepel a kánkán zenéje is.
- 1878 – A német Birodalmi Gyűlés betiltja a szocialistákat, betiltja az összes "szociáldemokrata, szocialista és kommunista" gyűlést, szervezetet és kiadványt. A törvény alapján a szociáldemokratákkal rokonszenvezőket üldözhetik és letartóztathatják.
- 1879 – Thomas Alva Edison bemutatja az első izzólámpát.
- 1911 – Károly főherceg és Zita hercegnő esküvője.
- 1921 – IV. Károly, a volt magyar király másodszorra is megpróbálja restaurálni uralmát Magyarországon.
- 1940 – Imrédy Béla volt miniszterelnök megalakítja a szélsőjobboldali eszméket képviselő Magyar Megújulás Pártját.
- 1944 – A második világháborúban a szövetségesek elfoglalják Aachent, az első német nagyvárost.
- 1944 – A brit és amerikai légierő pusztító légitámadásokat hajt végre Győr, Ipolyság, Feketehalom és Ózd vasútállomásai ellen.
- 1950 – A kínai hadsereg elfoglalja Tibetet.
- 1959 – New Yorkban megnyílik a Guggenheim Múzeum.
- 1959 – Dr. Wernher von Braun, a Harmadik Birodalom vezető rakétamérnöke munkába lép a NASA-nál.
- 1960 – Vízre bocsátják az Egyesült Királyság első atommeghajtású tengeralattjáróját, a „Dreadnought”-ot.
- 1964 – New Yorkban bemutatják a „My Fair Lady” c. musicalt.
- 1966 – Delhiben megkezdődik Indira Gandhi indiai, Gamal Abden-Nasszer egyiptomi, és Josip Broz Tito jugoszláv elnökök találkozója, melyen sürgetik a Vietnám elleni bombázások beszüntetését.
- 1967 – Washingtonban több tízezer ember vonul fel a vietnámi háború elleni tüntetésen.
- 1971 – Irodalmi Nobel-díjat kap Pablo Neruda chilei író.
- 1977 – Morárdzsi Deszái indiai kormányfő látogatása a Szovjetunióban.
- 1985 – Egy hamburgi árverésen 1,7 millió nyugatnémet márkáért elkel a világ egyik legértékesebb bélyegpárja, a Kék Mauritius és a narancsvörös egypennys bélyeg.
- 1988 – A New York-i legfőbb ügyészség megvádolta a Ferdinand Marcost, a Fülöp-szigetek volt elnökét és feleségét, Imeldát, csalás és zsarolás bűntettével. Marcos meghal még a bírósági tárgyalás előtt.
- 1989 – Antall József, a későbbi magyar miniszterelnök lett az MDF elnöke (1990. május 23-án alakítja meg a rendszerváltás utáni első, demokratikusan választott magyar kormányt).
- 2001 – Thomas L. Morris washingtoni postáson diagnosztizálják először, hogy lépfene kórokozót (Bacillus anthracis) lélegzett be. A fertőzés később a halálát okozta.
- 2007 – A török hadsereg 23 kurd lázadóval végez azt követően, hogy a hajnali órákban 12 török katonát öltek meg kurd lázadók Törökország délkeleti részében, az iraki határ közelében, Hakkari tartományban. Recep Tayyip Erdoğan kormányfő rendkívüli ülésre hívja össze kormánya tagjait, hogy az esetleges válaszlépésekről döntsenek.
- 2015 - A Vissza a jövőbe II. című film szerint Marty McFly megérkezik 1985-ből. (Vissza a jövőbe nap; Back to the Future Day)

## Sportesemények
Formula–1
- 1984 –  portugál nagydíj, Estoril - Győztes:  Alain Prost (McLaren TAG Porsche Turbo)
- 1990 –  japán nagydíj, Suzuka - Győztes:  Nelson Piquet (Benetton Ford)
- 2007 –  brazil nagydíj, Interlagos - Győztes:  Kimi Räikkönen (Ferrari)
- 2018 –  amerikai nagydíj, Circuit of the Americas - Győztes: Kimi Räikkönen (Ferrari)

## Születések
- 1527 – Louis de Lorraine lotaringiai bíboros, Sens érseke, később metzi püspök († 1578)
- 1764 – Bihari János cigány származású magyar zeneszerző, hegedűművész († 1827)
- 1772 – Samuel Taylor Coleridge angol költő, kritikus és filozófus († 1834)
- 1790 – Alphonse de Lamartine francia romantikus költő, liberális politikus, († 1869)
- 1833 – Alfred Bernhard Nobel svéd kémikus, mérnök, feltaláló, gyáriparos, a Nobel-díj megalapítója († 1896)
- 1839 – Georg von Siemens, a Deutsche Bank megalapítója († 1901)
- 1846 – Edmondo De Amicis olasz író, publicista († 1908)
- 1861 – Klupathy Jenő fizikus, az MTA tagja, a gyakorlati fizika kiemelkedő alakja(† 1931)
- 1878 – Krúdy Gyula magyar író († 1933)
- 1883 – Jány Gusztáv vezérezredes, 1942–43-ban a 2.magyar hadsereg parancsnoka. († 1947)
- 1895 – Hunyadi Buzás Endre magyar főügyész, országgyűlési képviselő († 1972)
- 1901 – Gerhard von Rad német protestáns teológus († 1971)
- 1912 – Alfredo Pian argentin autóversenyző († 1990)
- 1912 – Juan Gyenes (Gyenes János) fotóművész († 1995)
- 1912 – Solti György (Sir George Solti) karmester, zongoraművész († 1997)
- 1917 – Dizzy Gillespie amerikai dzsessz-zenész († 1993)
- 1921 – Malcolm Arnold angol zeneszerző († 2006)
- 1924 – Bors Béla magyar színész († 2009)
- 1927 – Körmendi János Kossuth- és Jászai Mari-díjas magyar színész, érdemes és kiváló művész († 2008)
- 1928 – Hámori Ottó magyar író, újságíró, színikritikus († 1983)
- 1932 – Cesare Perdisa olasz autóversenyző († 1998)
- 1939 – Varga János olimpiai bajnok magyar birkózó, a nemzet sportolója († 2022)
- 1940 – Manfred Mann (er. Manfred Liebowitz) dél-afrikai születésű brit billentyűs, zenekarvezető (Manfred Mann Earth Band)
- 1941 – Jankovics Marcell Kossuth-díjas magyar rajzfilmrendező, könyvillusztrátor, kultúrtörténész, kultúrpolitikus, a nemzet művésze († 2021)
- 1945 – Nyikita Mihalkov-Koncsalovszkij orosz színész, filmrendező
- 1949 – Benjámín Netanjáhú izraeli katona, politikus, miniszterelnök
- 1950 – Toller László magyar politikus, Pécs polgármestere (1998–2006) († 2010)
- 1952 – Diószeghy Iván magyar színész
- 1952 – Pusztai Erzsébet orvos, politikus MDF
- 1954 – Beratin Gábor magyar színész, bábszínész, szinkronszínész
- 1956 – Carrie Fisher amerikai színésznő, forgatókönyvíró, író († 2016)
- 1957 – Steve Lukather amerikai zeneszerző, gitáros, a Toto együttes tagja.
- 1960 – Varga Zoltán Jászai Mari-díjas magyar színész
- 1980 – Kim Kardashian televizios személyiség
- 1978 – Will Estes amerikai színész
- 1981 – Nemanja Vidić szerb labdarúgó
- 1981 – Roman Rusinov orosz autóversenyző
- 1982 – Lass Bea magyar színésznő
- 1982 – Matt Dallas amerikai színész
- 1983 – Hrvoje Čustić a horvát NK Zadar labdarúgója († 2008)
- 1984 – Joseph Bolz német színész
- 1984 – Anna Bogdanova orosz futónő
- 1985 – Moritz Oeler német vízilabdázó
- 1986 – Christopher Alexander Luis Casillas von Uckermann mexikói zenész, énekes
- 1988 – Glenn Powell amerikai színész
- 1990 – Ricky Rubio spanyol kosárlabdázó
- 1995 – Jana Olekszandrivna Semajeva (Jerry Heil), ukrán énekesnő, zeneszerző, youtuber

## Halálozások
- 1805 – Horatio Nelson brit admirális, flottaparancsnok (* 1758)
- 1872 – Jacques Babinet francia fizikus, matematikus, csillagász (* 1794)
- 1881
  - Johann Caspar Bluntschli német jogi és politikai író (* 1808)
  - Eduard Heine német matematikus, nevéhez fűződik a Heine-Borel-tétel és a Heine-tétel (* 1821)
- 1888 – Kriesch János biológus, zoológus, mezőgazdász, az MTA tagja (* 1834)
- 1916 – Karl von Stürgkh gróf, osztrák politikus, miniszter, 1911–16-ig Ausztria miniszterelnöke (* 1859)
- 1931 – Arthur Schnitzler osztrák író, drámaíró (* 1862)
- 1940 – Willi Münzenberg német kommunista, újságíró, lapkiadó, propagandista (* 1889)
- 1967 – Ejnar Hertzsprung dán csillagász (* 1873)
- 1969 – Jack Kerouac amerikai író (* 1922)
- 1973 – Nasif Estéfano argentin autóversenyző (* 1932)
- 1978 – Anasztasz Ivanovics Mikojan (sz. Anasztasz Hovhanneszi Mikojan) örmény születésű bolsevik forradalmár, szovjet politikus, az SZKP PB tagja, miniszterelnök-helyettes, államfő (* 1895)
- 1978 – Francis Charles Fraser brit zoológus, a cetek kutatásának egyik vezéralakja, (* 1903)
- 1980 – Vlko Cservenkov bolgár kommunista politikus, pártfőtitkár, miniszterelnök, (* 1900)
- 1984 – François Truffaut francia filmrendező (* 1932)
- 1984 – Őze Lajos Kossuth- és Jászai Mari-díjas magyar színész, érdemes és kiváló művész (* 1935)
- 1992 – Lengyel István magyar színész (* 1941)
- 1997 – Márkus István magyar író, kritikus, szociológus (* 1920)

## Nemzeti ünnepek, emléknapok, világnapok
- Földünkért világnap
- Anglia, Új-Zéland, Ausztrália – Trafalgar Day (1805)
- Boldog IV. Károly emléknapja (2004 óta, a római katolikus naptárban)
- Vissza a jövőbe nap – A filmtrilógia szerint 2015-ben ezen a napon érkezik meg a múltból Marty McFly és a Doki.[2]

## Népszokások
- A hajdúböszörményi pásztorok úgy tartották, ha ilyenkor szép (napos) az idő, akkor az karácsonyig meg is marad. Úgy vélték, amilyen Orsolya-napkor az idő, olyan lesz a tél.